# نایجل پلینر
نایجل پلینر (انگلیسی: Nigel Planer؛ زادهٔ ۲۲ فوریهٔ ۱۹۵۳) بازیگر، کمدین، رمان‌نویس و نمایشنامه‌نویس اهل بریتانیا است. وی از سال ۱۹۷۷ میلادی تاکنون مشغول فعالیت بوده‌است.
از فیلم‌ها یا برنامه‌های تلویزیونی که وی در آن نقش داشته است، می‌توان به سیل، چرخ‌وفلک جادویی، مهلت یک ساله، چیزهای روشن جوان و باز هم این دختر شروع کرد اشاره کرد.